# Gerichtsbezirk Kirchheim
Der Gerichtsbezirk Kirchheim (slowenisch: Cerkno, italienisch: Cirehina) war ein dem Bezirksgericht Kirchheim unterstehender Gerichtsbezirk in der Gefürsteten Grafschaft Görz und Gradisca.  Kirchheim war der flächenmäßig viertkleinste Gerichtsbezirk der Grafschaft Görz und wies die zweitgeringste Einwohnerzahl auf, wodurch er auch eine verhältnismäßig geringe Bevölkerungsdichte hatte. Der Gerichtsbezirk umfasste Gebiete in der heutigen, slowenischen Region Goriška an der Staatsgrenze zu Italien und gehörte zum Bezirk Kirchheim. Nach dem Ersten Weltkrieg musste Österreich den gesamten Gerichtsbezirk an Italien abtreten, nach dem Zweiten Weltkrieg gelangte das Gebiet an Jugoslawien.

## Geschichte
Um 1850 wurde in der Gefürsteten Grafschaft Görz und Gradisca so wie im gesamten Kaisertum Österreich die ursprüngliche Patrimonialgerichtsbarkeit aufgelöst. In der Folge wurde unter anderen der Gerichtsbezirk Kirchheim geschaffen. Der Gerichtsbezirk unterstand dem für die gesamte Grafschaft zuständigen Landesgericht Görz, das wiederum dem Oberlandesgericht Triest, das am 1. Mai 1850 seine Tätigkeit aufnahm, unterstellt war. Auch nachdem Görz und Gradisca bzw. Triest sowie Istrien vom ursprünglichen Kronland Küstenland ihre Selbständigkeit als Kronland erlangt hatten, blieb das Oberlandesgericht Triest die oberste Instanz für den Gerichtsbezirk Kirchheim.
Der Gerichtsbezirk Kirchheim bildete im Zuge der Trennung der politischen von der judikativen Verwaltung ab 1868 gemeinsam mit den Gerichtsbezirken Flitsch und Tolmein den Bezirk Tolmein. Zuletzt war auch der Gerichtsbezirk Karfreit Teil des Bezirks Tolmein.
Der Gerichtsbezirk Kirchheim wies 1910 eine Bevölkerung von 8.141 Personen auf, von denen 8.131 Slowenisch als Umgangssprache angaben. Im Gerichtsbezirk lebten im Gegensatz zu allen anderen Gerichtsbezirken des Kronlandes keinerlei Deutsch- oder Italienischsprachige, 1910 wurden lediglich 10 Anderssprachige oder Staatsfremde gezählt.
Durch die Grenzbestimmungen des am 10. September 1919 abgeschlossenen Vertrages von Saint-Germain wurde der Gerichtsbezirk Kirchheim zur Gänze Italien zugeschlagen. Nach dem Zweiten Weltkrieg gelangte das Gebiet an Jugoslawien, heute ist es großteils Teil der Gemeinde Tolmin bzw. Sloweniens.

## Gerichtssprengel
Der Gerichtssprengel umfasste 1910 lediglich die zwei Gemeinden Cerkno (Kirchheim) und Šebrele sowie einen Teil der Gemeinde Šentviška Gora, die teilweise auf dem Gebiet des Gerichtsbezirks Tolmein lag.